# 普普大饭店
普普大饭店（Grandhotel Pupp）是一座有228个房间的豪华酒店，位于捷克卡罗维发利，每年在此举办卡罗维发利国际电影节。
该酒店开始时为萨克森厅，由市长 Deiml建于1701年，下一任市长贝克尔在萨克森厅旁兴建了Lusthaus，后来称为波希米亚厅。1760年，糕点师约翰·普普来到卡尔斯巴德（卡罗维发利）工作。贝克尔市长的遗孀将波希米亚厅的三分之一卖给糕点店老板的女儿，她在1775年嫁给了普普。次年，普普夫妇获得对波希米亚厅完整的所有权。
此后的数十年中，这个家族繁荣，在1890年买进萨克森厅。从1896年到1907年，维也纳建筑师 Fellner 和埃尔梅将其改建为今天新巴洛克风格的普普大饭店。直到第二次世界大战，这个家族陆续购入邻近物业，并将其纳入酒店建筑群。
战后，捷克斯洛伐克共产党政府将饭店收归国有，1950年改名为莫斯科大饭店。1989年饭店私有化，并恢复原名。
普普大饭店是拉蒂法女皇主演的2006年电影《終極假期》（Last Holiday）的主要場景。它也出现在2006年詹姆斯·邦德电影《007大战皇家赌场》中。